# Порт Артур (защитена местност)
Вижте пояснителната страница за други значения на Порт Артур.
Порт Артур е защитена местност в България. Намира се в землището на село Кръстава, област Пазарджик.
Защитената местност е с площ 15,3 хектара. Обявена е на 12 декември 1974 г. с цел опазване като историческа местност - партизански лагер. На 3.04.2003 със заповед на министъра на околната среда и водите тази площ е прекатегоризирана като защитена местност с цел опазване на характерен ландшафт.
В защитената местност се забранява:
- извеждането на сечи, освен санитарни и ландшафтни с оглед подобряване санитарното и ландшафтното състояние на обекта. Стопанисването да се извършва съгласно устройствения проект с максимално запазване на природната обстановка;
- пашата на добитък през всяко време;
- откриване на кариери, къртенето на камъни, ваденето на пясък и на други инертни материали, изхвърлянето на сгурия и на промишлени отпадъци, както и всякакви действия, чрез които се нарушава или загрозява природната обстановка в тях.[1]